# Križni Vrh (Mokronog – Trebelno, Slovenija)
Križni Vrh je naselje u slovenskoj Općini Mokronog - Trebelnu. Križni Vrh se nalazi u pokrajini Dolenjskoj i statističkoj regiji Donjoposavskoj regiji. 

## Stanovništvo
Prema popisu stanovništva iz 2002. godine naselje je imalo 9 stanovnika.